# 2-溴吡啶
2-溴吡啶是一种有机化合物，化学式为BrC5H4N。它是无色液体，可用作有机合成的中间体。它可由2-氨基吡啶的重氮化反应再进行溴化得到。它和丁基锂反应，生成2-锂代吡啶，一种多功能的试剂。2-溴吡啶被合适的过氧酸氧化为N-氧化物后，和连二亚硫酸钠或硫化钠与氢氧化钠的作用下引入巯基，生成2-巯基氧化吡啶。